# Aktions flygplats

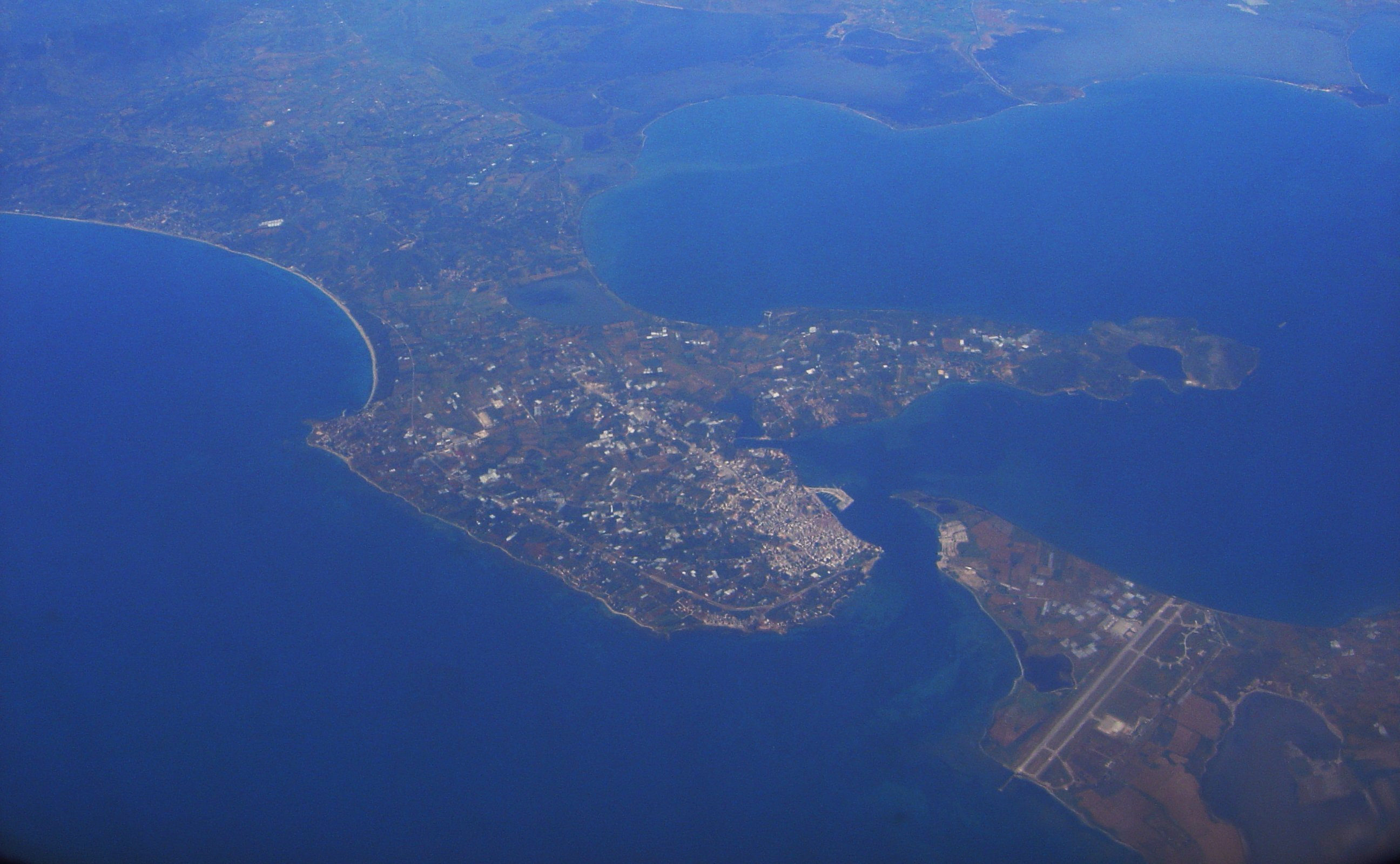
Staden Preveza med dess flygplats ifrån luften.

Aktions flygplats (även: Prevezas flygplats, Preveza-Lefkas flygplats) (IATA: PVK, ICAO: LGPZ) (grekiska: Κρατικός Αερολιμένας Ακτίου) är en mindre internationell flygplats som betjänar städerna Preveza och Lefkas i nordvästra Grekland, nära orten Aktion. 
Den ligger cirka 7 km sydöst om Preveza. Aktions flygplats trafikeras främst av charterflyg med slutdestinationer som Lefkas och Parga. Flygplatsen öppnande år 1968.